# Linienbündel
Der Begriff Linienbündel beschreibt in verschiedener Hinsicht ein Zusammenfassen mehrerer Linien im modernen öffentlichen Personennahverkehr (ÖPNV). 
Zum einen handelt es sich um  einen Verwaltungsbegriff. Er wurde im Zuge der Regionalisierung und Schaffung von Wettbewerbsbedingungen unter anderem nach EU-Recht eingeführt. Der Begriff wird vorwiegend für Busdienste angewendet, während bei der Bahn von Netzen gesprochen wird.
Ziel ist die Neuvergabe von Linien beziehungsweise Konzessionen durch europaweite Ausschreibungen. Allgemein werden in Nahverkehrsplänen die Linienverläufe regional geordnet und zu „Bündeln“ zusammengefasst (Linienbündelung). Es können beispielsweise alle Linien im Umland einer größeren Stadt, Linien in einem örtlichen Teilbereich (Stadt NO/NW/Süd) oder innerhalb eines Kreisgebietes zusammengefasst werden. Für die Ausschreibungen sind die Auftraggeber, Landkreise oder von diesen eingesetzte Verkehrsgesellschaften zuständig.
Es ist möglich, reine Stadtverkehre (Stadtbus) aus einer Bündelung und teils auch einer Ausschreibung herauszuhalten (Direktvergabe). So entstehen „Stadtbusstädte“ und Regionalnetze (Regionalbus- und regionale Schnellbusdienste). Meistens handelt es sich im Stadtbereich dann um Eigenbetriebe in öffentlicher Hand (Stadtwerke). Eine Stadtverkehrsgesellschaft kann ihr Stadtbusnetz aber auch ausschreiben (beispielsweise die Stadtverkehr Detmold GmbH).
Zum anderen handelt es sich um einen Begriff der Verkehrsplanung. Ein Linienbündel meint in dieser Bedeutung, dass mehrere Linien einen teilweise identischen Linienweg aufweisen, also geografisch betrachtet gebündelt sind. In diesem Sinn können beispielsweise in einem Stadtzentrum mehrere Verkehrslinien zusammengeführt werden, um so die Taktabstände und Umsteigevorgänge durch Parallelbedienung zu verkürzen beziehungsweise zu vereinfachen. Einzelne Straßenzüge oder ein zentraler Innenstadt-Linienweg wird dann gebündelt bedient, im Anschluss erfolgt eine Aufspaltung in verschiedene Fahrtrichtungen. Diese Bündelung kann Schienenverkehrsmittel, besonders Straßen- oder Stadtbahnen, einschließen. Hier kann das vorrangige Ziel auch eine Zusammenführung für eine gemeinsame Tunnelstrecke sein, beispielsweise beim Innenstadttunnel der Stadtbahn Bielefeld. Der gemeinsame Linienabschnitt wird besonders bei Bahnen als Stammstrecke bezeichnet, eine Bezeichnung mit Ursprung im Schienenverkehr.
Eine Variante, die Zusammengehörigkeit mehrerer Linien zu einem Bündel zu kennzeichnen, ist die Verwendung von gestrichenen Liniennummern und/oder roten Liniennummern. So existierten beim Oberleitungsbussystem in Neapel beispielsweise in den 1960er und 1970er Jahren die beiden Linienbündel 254, 254, 254 und 254 einerseits und 255, 255, 255 und 255 andererseits. Eine andere Möglichkeit zum Ausdruck der Zusammengehörigkeit der Linien ist ihre Benennung mit identischer Endziffer: So verkehren beispielsweise in Aachen die Buslinien 5, 15, 25, 35, 45, 55 und 65 von der Innenstadt aus alle in die gleiche Richtung, um sich dann in den Vororten zu verzweigen. 